# کره (فیلم ۱۹۹۸)
«کره» (انگلیسی: Butter (1998 film)) فیلمی در ژانر مهیج است که در سال ۱۹۹۸ منتشر شد. از بازیگران آن می‌توان به ارنی هادسون، نیا لانگ، دونی والبرگ، و تونی تاد اشاره کرد.